# Berytinus
Berytinus is een geslacht van steltwantsen (Berytidae). De wetenschappelijke naam werd in 1900 voorgesteld door George Willis Kirkaldy, als nomen novum voor Berytus.

## Naamgeving
Het geslacht Berytus was door Johann Christian Fabricius in 1803 opgericht. Hij bracht er twee soorten in onder, Cimex tipularius en Cimex clavipes. Latreille had in 1802 evenwel het geslacht Neides opgericht voor dezelfde twee soorten. Berytus was dus een junior synoniem van Neides. Maar in 1859 vond Fieber dat clavipes en tipularius niet tot hetzelfde geslacht behoorden. Hij deelde tipularius in bij Neides en clavipes bij Berytus. Deze actie was geldig omdat er tot dan toe nog geen geldige typesoort voor Berytus was voorgesteld. Berytus kon toen niet meer als junior synoniem van Neides doorgaan. Kirkaldy introduceerde daarom in 1900 het nomen novum Berytinus voor Berytus "sensu Fieber non Fabricius".

## Typesoort
De typesoort is  Cimex clavipes Fabricius, 1775.

## Synoniemen[1]
- Lizinus Mulsant & Rey, 1870
- Melorus Mulsant & Rey, 1870

## Soorten
Berytinus komen voor in het Palearctisch gebied. Deze soorten zijn in Nederland aangetroffen:
- Berytinus clavipes (Fabricius, 1775)
- Berytinus crassipes (Herrich-Schäffer, 1835)
- Berytinus hirticornis (Brullé, 1836)
- Berytinus minor (Herrich-Schäffer, 1835)
- Berytinus montivagus (Meyer-Dür, 1841)
- Berytinus signoreti (Fieber, 1859)